# 마이크로솜
세포생물학에서 마이크로솜(microsome)은 진핵생물 세포가 연구실에서 붕괴될 때 소포체 조각에서 재형성된 외래의 소포형 알갱이이다. 마이크로솜은 건강한, 살아있는 세포에는 존재하지 않는다.

## 같이 보기
- 시토크롬 P450